# 城东干道
城东干道，又称经三路，是南京市区内龙蟠路、龙蟠中路、龙蟠南路的总称，长约12公里，北起中央门立交与中央路、中央北路、建宁路相交，南至机场路。为市区重要的交通干线，南京内环的一部分。2005年通车。